# Lac de baraj natural
Lac de baraj natural sau de lac de alunecare este un lac format prin alunecări de teren care blochează cursul unui pârâu sau al unui râu. 
În România, astfel de lacuri sunt puțin numeroase și sunt, în general, supuse unui accentuat proces de colmatare. 
Cel mai reprezentativ este Lacul Roșu, format în 1837 și situat lângă Cheile Bicazului la poalele muntelui Hășmașul Mare, în apropierea orașului Gheorgheni din județul Harghita. Acesta s-a format după ce prăbușirea unui „pinten” de munte a blocat cursul râului Bicaz.
Alte lacuri de baraj natural mai sunt: 
- Lacul Balătău, situat în Munții Nemira, la o altitudine de 532 m, la 4 km de Sălătruc, județul Bacău
- Lacul Cuejdel, situat în Munții Stânișoarei în apropiere de Piatra Neamț,
- Lacul Dracului, este un lac carstic situat în Munții Locvei, în partea de început (în amonte) a Cheilor Nerei, județul Caraș-Severin.